# Међународни рачуноводствени стандард 24
МРС 24 - Обелодањивање односа са повезаним лицима
Овај стандард се примењује на пословање са повезаним лицима и трансакције између предузећа које подноси извештај и са њим повезаних лица и то у случају да предузећа непосредно или посредно, преко једног или више посредника, контролишу предузеће које подноси извештај, затим која су контролисана од стране предузећа које подноси извештај или су са њим под заједничком контролом. Овим су обухваћене групе предузећа, зависна предузећа и друга зависна предузећа матичног предузећа групе.
Стандард се такође односи на предузећа у којима значајно власништво над правом гласа, непосредно или посредно, имају појединци који, непосредно или посредно, у предузећу које подноси извештај имају учешће у праву гласа, који им обезбеђују значајан утицај у предузећу, као и блиски чланови породице сваког таквог појединца. Повезана лица су она лица где једно лице има могућност да контролише друго лице или утиче на доношење финансијских и пословних одлука.
Трансакције са повезаним лицима су пренос средстава или обавеза између повезаних лица. Контрола или власништво може бити непосредно и посредно преко зависних предузећа (више од 50% гласова на скупштини предузећа) или знатно учешће у праву гласа (управљање финансијском и пословном политиком зависног предузећа). Значајан утицај је учествовање у одлукама финансијске и пословне политике предузећа али не и контрола над тим политикама (чланство у управном одбору предузећа). У финансијским извештајима се обелодањују категорије повезаних лица и трансакције које су евентуално обављене у извештајном периоду .